# Iuliu Hossu
 
Iuliu Hossu   (Milaș, 31 de gener de 1885 - Bucarest, 28 de maig de 1970) va ser un prelat grec-catòlic romanès que va exercir com a bisbe de Cluj-Gherla. El papa Pau VI va elevar Hossu al rang de cardenal in pectore, és a dir, en secret, el 1969, però no va publicar el seu nomenament fins després de la mort d'Hossu. Les autoritats comunistes van arrestar el bisbe Hossu el 28 d'octubre de 1948. De 1950 a 1955 va ser detingut com a pres polític i portat a la presó de Sighet. Va passar la resta de la seva vida sota arrest domiciliari i va morir el 1970.
El papa Francesc va confirmar la beatificació d'Hossu i sis prelats més el 2019 i es va celebrar a Blaj, Romania, el 2 de juny de 2019. El papa Francesc també va presidir en persona la beatificació.

## La vida

### Educació i sacerdoci

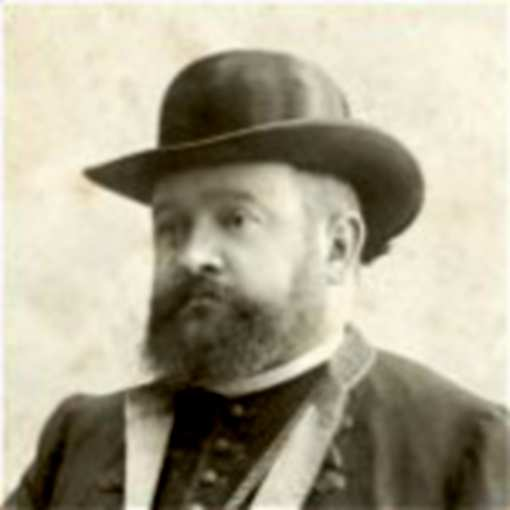
El seu oncle Vasile que el va ordenar sacerdot.

Iuliu Hossu va néixer el 1885 a Milaș, a l'aleshores imperi austrohongarès, fill d'Ioan Hossu (1856–?) i Victoria Măriuțiu. Els seus germans eren Vasile (un advocat) i Traian (un metge) i Ioan (un enginyer). Els seus avis paterns van ser Vasile Hossu (1831–1889) i Maria Sebeni; el seu cosí patern era Iustin Hossu. Un nebot era Stefan Hossu. Les seves ties paternes eren Alecsa i Nicolae Hossu (1859–1914). El seu besavi era Iosif Hossu (1822–46) i abans que ell hi havia Nicolae (1768–1841) i Petre (c. 1525).
Hossu va estudiar a l'escola eclesial de Cluj i més tard a Budapest. Els seus estudis de quart grau es van supervisar a una escola catòlica romana de Târgu Mureș, mentre que el cinquè a vuitè grau es va passar a una escola grecocatòlica de Blaj. També va estudiar al col·legi de Viena a Àustria i més tard al Pontifici Ateneu Urbà de Roma on es va doctorar en estudis filosòfics el 1906 i en estudis teològics el 1908.
El seu oncle Vasile Hossu (30.01.1866–13.01.1916) el va ordenar sacerdot el 27 de març de 1910. Va completar estudis posteriors entre 1910 i 1911 i va exercir d'arxiver i bibliotecari. De 1911 a 1914 va servir com a ajudant personal del bisbe de Gherla (el seu oncle Vasile) i es va fer amic del primer ministre István Tisza. Més tard va servir com a capellà dels soldats romanesos de les forces armades austrohongareses durant la Primera Guerra Mundial entre 1914 i 1917. Els seus germans Vasile i Traian van ser mobilitzats com a soldats durant la guerra, mentre que el seu germà Ioan va ser nomenat oficial de ferrocarril a l'estació d'Oradea. El seu cosí Iustin va lluitar i va morir al front serbi. La mort del seu cosí el va portar a incorporar-se com a capellà, de manera que el nou tinent va marxar el desembre de 1914 de Timișoara a Viena on va atendre els soldats.

### Episcopat

#### Àustria-Hongria
El papa Benet XV el va nomenar bisbe de Gherla el 17 d'abril de 1917 i va rebre la seva consagració episcopal el 4 de desembre de 1917; el beat Carles I el va nomenar per al càrrec el 3 de març i el va remetre al papa per a la seva confirmació.

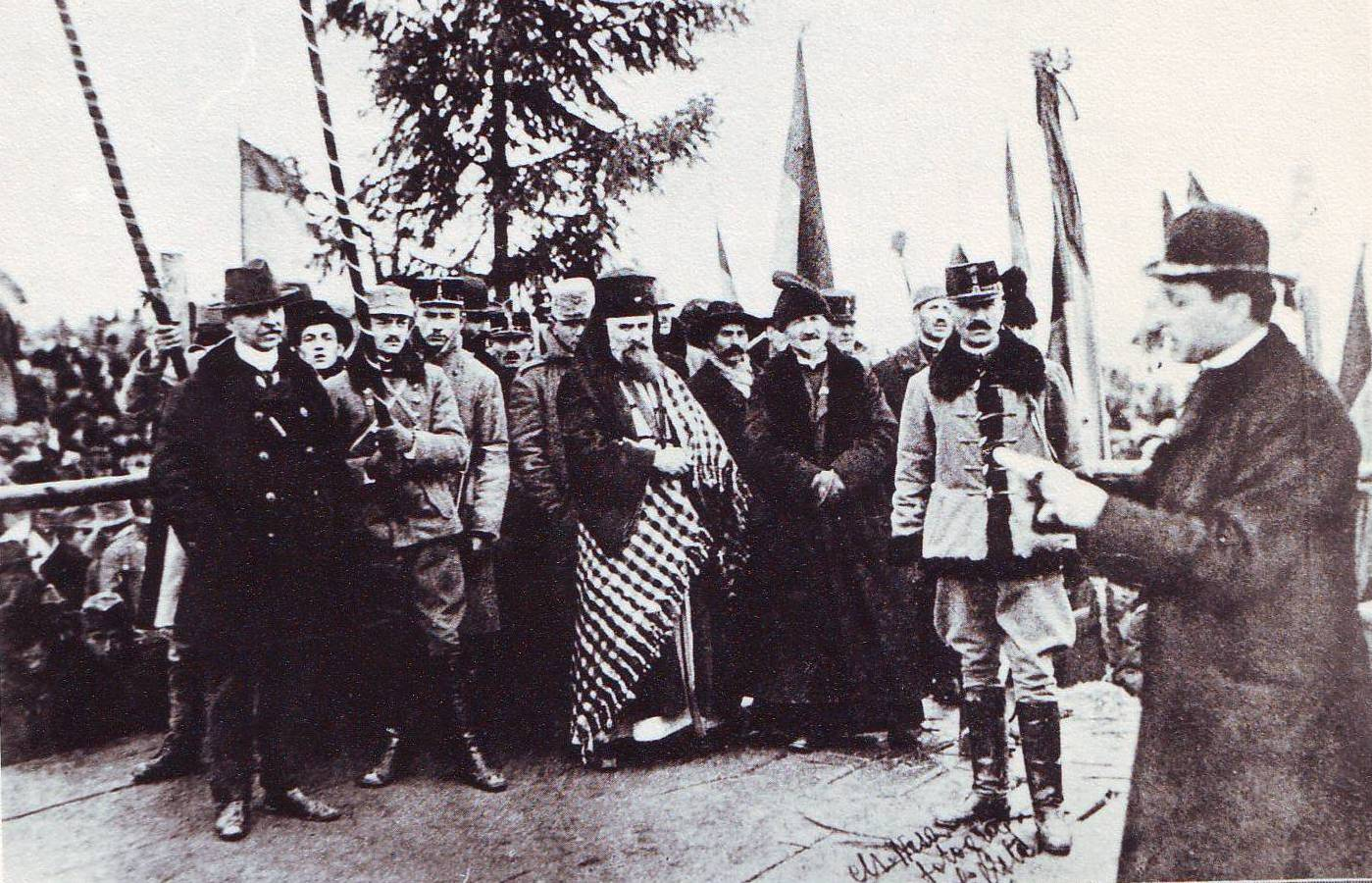
Iuliu Hossu (dreta) llegint a Alba Iulia la Resolució de l'Assemblea Nacional de l'1 de desembre de 1918

El novembre de 1918 el bisbe Hossu va ser nomenat representant de dret a l'Assemblea Nacional de tots els romanesos a Hongria, que va declarar la Unió de Transsilvània amb Romania l'1 de desembre de 1918. L'1 de desembre de 1918 Hossu va llegir la Resolució de l'Assemblea Nacional davant la multitud congregada a Alba Iulia, precedida amb les següents paraules: "Germans, l'hora del compliment és aquesta, quan Déu Totpoderós parla els seus segles d'antiguitat. anhel de justícia a través del seu poble fidel. Avui, per decisió nostra, s'aconsegueix la Gran Romania, una i indivisible, tots els romanesos d'aquestes terres cridant feliços: Ens unim per sempre a la nostra Pàtria, Romania! [.. ] La justícia ha prevalgut". L'endemà, a proposta de Iuliu Maniu, l'Alt Consell Nacional Romanès va encarregar als representants Vasile Goldiș, Alexandru Vaida-Voevod, Iuliu Hossu i Miron Cristea que anessin al rei Ferran I i li presentessin la Resolució de l'Assemblea Nacional.

#### Regne de Romania
Hossu va ser nomenat bisbe de Cluj-Gherla quan la seu va ser transferida el 5 de juny de 1930 i el papa Pius XI el va nomenar administrador apostòlic de Maramureș des de 1930 fins a 1931 quan es va nomenar un successor per a aquesta diòcesi. Hossu va ser nomenat ajudant al tron pontifici el 16 de setembre de 1936, fet que el va convertir en monsenyor. També va ser administrador apostòlic d'Oradea Mare des de 1941 fins a 1947 quan el papa Pius XII el va nomenar com a tal.

#### Repressió comunista, intents forçats d'unió amb l'Església Ortodoxa
Per la seva oposició al govern, es va veure obligat a fugir de la seva diòcesi el 28 d'octubre de 1948, però aviat va ser detingut. Va ser tancat a Jilava i Dragoslavele i més tard a les presons de Sighet i Gherla de 1948 a 1964. Va ser traslladat a un convent prop de Bucarest des d'aquell moment fins al 1970, i va ser traslladat a un hospital allà el maig de 1970.
Hossu es va oposar al pas forçat dels creients greco-catòlics a l'Església ortodoxa romanesa. L'1 d'octubre de 1948 va donar un Decret d'Exclamació (ipso facto) als participants a l'Assemblea de Cluj dels 36 sacerdots grecocatòlics que decidirien trencar la unió greco-catòlica amb l'Església de Roma. El 28 d'octubre de 1948, Hossu va ser arrestat a la seva residència episcopal de Cluj i portat a la vil·la patriarcal de Dragoslavele, on va ser retingut sota guàrdia per fam i fred juntament amb els altres bisbes grecocatòlics arrestats.
Tant les autoritats comunistes com la direcció de l'Església ortodoxa romanesa representada pel patriarca Justinià Marina li van oferir personalment la càtedra metropolitana ortodoxa de Moldàvia a canvi de la renúncia a la fe catòlica i a la connexió amb Roma i l'Església catòlica. Negant-se a convertir-se a l'ortodòxia, el bisbe Iuliu Hossu va ser traslladat per primera vegada al monestir de Căldărușani i el 1950 a la penitenciaria de Sighet. El 1955 va ser portat a Curtea de Argeș, i el 1956 al monestir de Ciorogârla.
Després de la litúrgia greco-catòlica celebrada a l'església dels escolapis de Cluj el 12 d'agost de 1956 pels tres bisbes units vius de l'època, van ser dispersats de Ciorogârla. Durant el seu domicili forçat al monestir de Ciorogârla, Hossu va rebre regularment la visita de jerarques ortodoxos, com Justinian Marina, Teoctist Arăpașu i Gherasim Cristea.
El bisbe Iuliu Hossu va tornar a arribar a Căldăruşani, on va romandre amb residència obligatòria fins al final de la seva vida. Segons les memòries del sacerdot grecocatòlic Ioan Mitrofan, Andrei Andreicuţ també es trobava entre els que van visitar el cardenal Iuliu Hossu a Căldărușani.

### Cardinalat

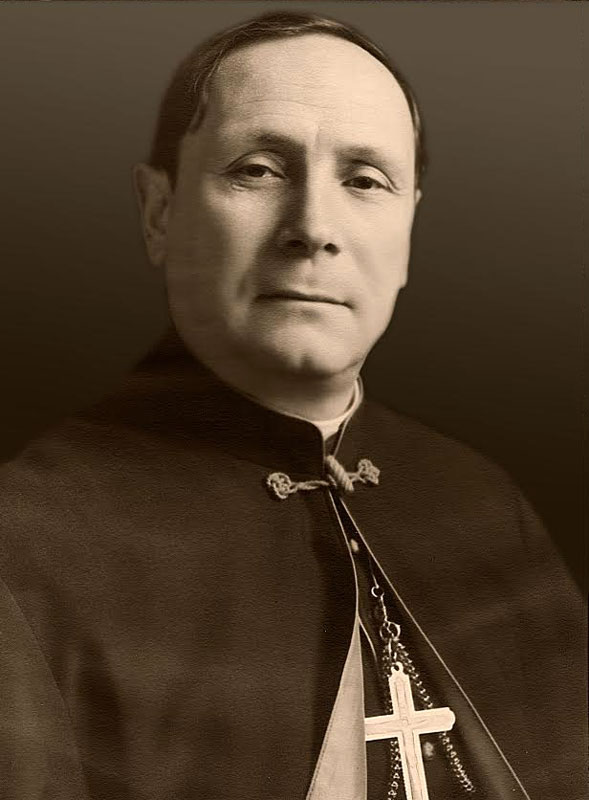
Iuliu Hossu.

El 28 d'abril de 1969 va ser creat cardenal però el papa Pau VI va reservar Hossu in pectore (per mantenir-lo en secret). La seva elevació al rang de cardenal es va anunciar el 5 de març de 1973, després de la mort d'Hossu. El 22 de febrer de 1969 el papa havia concedit una audiència privada a mossèn Hieronymus Menges i el prelat va demanar a Pau VI que fes alguna cosa que encorés els fidels i els fes un senyal que el poble romanès li tenia al cor. Pau VI va preguntar: "Què?" Aleshores, el prelat va recomanar que el papa elevés a Hossu i al futur Servent de Déu Áron Márton com a cardenals i que nomenés alguns sacerdots com a monsenyors. L'arquebisbe Agostino Casaroli va enviar el seu ajudant poc després a Bucarest per preguntar al ministre de Cultura si el govern acceptaria o no les dues promocions. El govern va acceptar a Márton però no a Hossu com a cardenal. Márton es va assabentar d'això i va rebutjar l'honor quan va saber que el govern havia rebutjat el nomenament d'Hossu, amb el resultat que Paul va reservar Hossu in pectore i no va fer de Márton cardenal.

### Mort

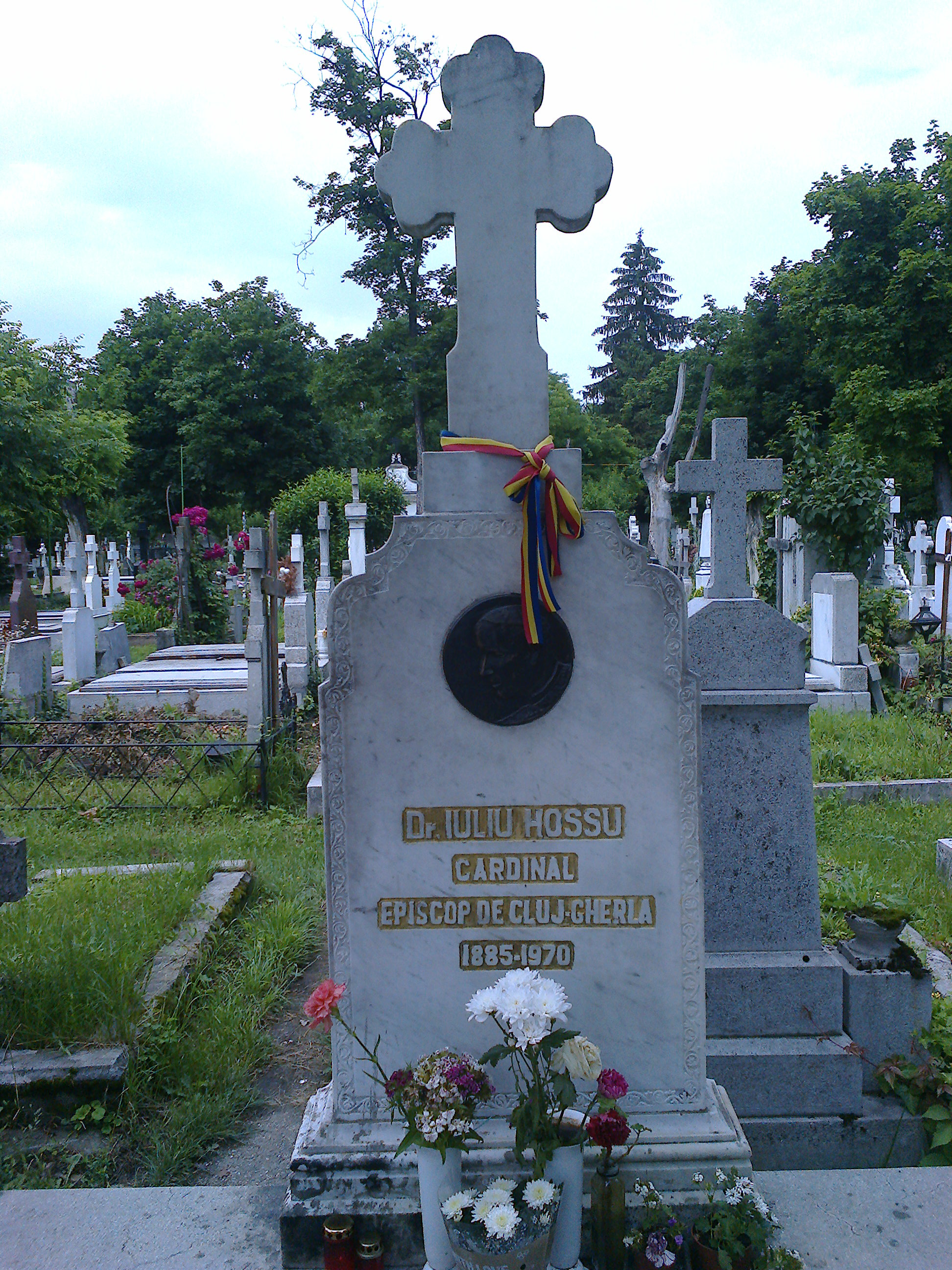
Tomba d'Hossu al cementiri de Bellu

Hossu va morir el 28 de maig de 1970 a les 9 del matí a l'Hospital Colentina de Bucarest amb el bisbe Alexandru Todea al seu costat. Va ser enterrat a Bucarest i les seves últimes paraules van ser registrades com: "La meva lluita s'acaba; la teva continua". El 7 de desembre de 1982 les seves restes van ser exhumades i traslladades. El seu lloc de sepultura és al cementiri catòlic de Bellu a Bucarest.

## Beatificació

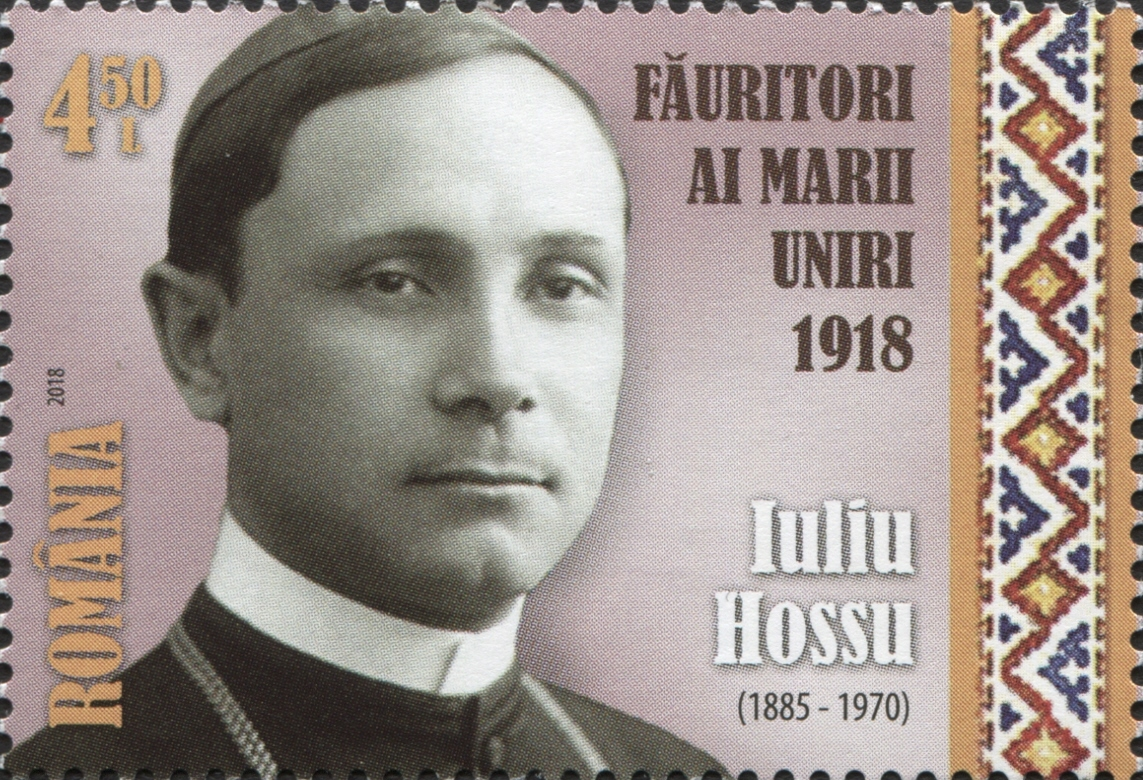
Hossu en un segell romanès del 2018.

El procés de beatificació, que li va conferir el títol de Servent de Déu, va començar amb la declaració de "nihil obstat" (res en contra) a la causa el 28 de gener de 1997. El procés eparquial va aprofundir en la seva vida (i en la de sis prelats més de la causa conjunta) mitjançant la recollida de documentació i testimonis. Aquest procés va durar des del 16 de gener de 1997 fins al 10 de març de 2009. Al final d'aquest procés local, totes les troballes es van portar en caixes a la Congregació per a les Causes dels Sants de Roma que va validar el procés el 18 de febrer de 2011. El relator va ser nomenat el 27 de maig de 2011 i col·labora en la redacció de l'expedient de Positio amb els responsables de la causa. L'expedient es va presentar al CCS l'abril de 2018. Els nou teòlegs van votar a favor de la causa el gener de 2019 i el CCS també hi va votar a favor més d'un mes després. El papa Francesc va confirmar la causa el 19 de març de 2019 per a Hossu i els altres sis prelats que els permet ser beatificats; es va celebrar a Blaj el 2 de juny de 2019.
Hi havia informes que s'havia previst una visita papal a Romania per a finals del 2018 i es referia al fet que el papa Francesc presidiria la beatificació d'Hossu i sis persones més si i quan la visita, segons l'arquebisbe Ioan Robu. La visita no es va produir l'any 2018, però s'ha programat per a mitjans de 2019 que va obrir les portes a la beatificació d'Hossu durant la visita papal a Blaj el 2 de juny durant la missa allà.
El postulador actual d'aquesta causa de beatificació conjunta és el P. Vasile Man. L'actual relator de la causa és l'frare franciscà conventual Zdzisław Kijas.
El 25 de març de 2019 es va confirmar que el papa Francesc beatificaria a Hossu i als altres prelats el 2 de juny al Camp de la Llibertat de Blaj Romania. Francesc va beatificar Hossu i els altres sis prelats tal com estava previst.